# Катастрофа Ил-114 в Домодедове
Катастрофа Ил-114 в Домодедове — авиационная катастрофа, произошедшая утром 5 декабря 1999 года с грузовым самолётом Ил-114Т в аэропорту Домодедово.

## Самолёт
Ил-114Т (заводской номер 1083800305, серийный 03-05) был выпущен 3 декабря 1998 года на Ташкентском механическом заводе и начал эксплуатацию в ТАПОиЧ. Первый полёт совершил в 1998 году под бортовым номером UK-91004.

## Экипаж
На борту находилось 7 человек: 3 члена экипажа и 4 технических пассажира, сопровождавших груз. Полный состав не публиковался.
В катастрофе выжили два человека:
- Василий Свиридов — командир воздушного судна (КВС), Заслуженный лётчик-испытатель СССР, старший лётчик-испытатель Ташкентского АПО имени В. П. Чкалова.
- Александр Ромашко — техник.

## Катастрофа
Борт UK-91004 должен был совершить рейс из Москвы (Домодедово) в Ташкент (Южный). Погодные условия в Домодедове были плохими, ветер достигал 14 м/с. Самолёт перевозил несколько тонн груза (комплектующих из московского конструкторского бюро Ильюшина). При разбеге экипаж использовал торможение колёс правой опоры шасси, и с помощью этого удерживал самолёт на ВПП. Бортинженер предложил зарулить на стоянку из-за сильного ветра, но в этом ему было отказано. Самолёт выехал на край полосы. Примерно в 5:00 по МСК и 1100 метрах от начала ВПП колёса передней стойки шасси оторвались от земли, но из-за ветра руль заклинило в крайнем левом положении, ввиду чего самолёт начало кренить влево и примерно в 1250 метрах от начала полосы самолёт выкатился на боковую полосу безопасности. На ней оторвался от земли и, пролетев 300 метров, на скорости 350 км/ч с левым креном столкнулся с железно-бетонным ограждением аэропорта в 400 метрах от конца ВПП. Обломки самолёта разлетелись на несколько десятков метров и загорелись. Спустя несколько минут на место катастрофы приехали пожарные. Пожар был быстро ликвидирован.

## Расследование
Комиссия Межгосударственного авиационного комитета, занимавшаяся расследованием причин катастрофы, сделала следующее заявление:
«Причиной катастрофы является потеря путевой управляемости вследствие заклинивания руля направления в крайнем левом положении. Заклинивание произошло во время руления из-за сильного порыва ветра.».

## Последствия катастрофы
На месте погибли 5 членов экипажа. Остальные члены экипажа (Василий Свиридов, Александр Ромашко) были доставлены в госпиталь и больницу. Василий Свиридов был доставлен в домодедовский госпиталь с серьёзными травмами, а Александр Ромашко был доставлен в одну из московских больниц с несколькими переломами.